# Élise L'Esperance
Élise L'Esperance (née Élise Depew-Strang en 1878 à Yorktown et décédée à Pelham Manor, New York, en 1959) est une cancérologue américaine. Ses travaux sur la prévention et le dépistage de divers types de cancers lui ont valu le prix Lasker en 1951.

## Biographie
Fille de médecin, Élise Depew-Strang étudia au Woman's Medical College du New York Infirmary for Women and Children et y obtint le doctorat en médecine en 1900. Elle se consacra d'abord à la pédiatrie (1900-02), puis se tourna vers la recherche médicale, d'abord en pneumopathologie à New York (1908-10), puis en pathologie auprès du Pr James Ewing à l'université Cornell (1910). Elle obtint une bourse en 1912 pour perfectionner ses connaissances à Munich, et fut promue assistant spécialiste en pathologie de l'université Cornell en 1920 : elle fut longtemps la seule femme professeur de médecine des États-Unis.
En 1932, ayant hérité d'un oncle millionnaire, elle fonde coup sur coup deux cliniques consacrées exclusivement au traitement des cancers : l'une, la Kate Depew Strang Tumor Clinic, pour le dépistage précoce des cancers spécifiquement féminins (1937) ; l'autre, administrée par le Dr James Ewing. C'est dans ces établissements que plusieurs techniques aujourd'hui courantes voient le jour, comme le frottis de dépistage ou l'emploi du protoscope pour le diagnostic du cancer colo-rectal.
Élise L'Esperance fut promue professeur titulaire de l'université Cornell et fut couronnée de nombreuses récompenses civiles et scientifiques pour ses contributions à la santé publique.

## Source
- (en) Dr Elise Depew Strang L'Esperance sur le site de la National Library of Medicine (États-Unis)